# Imrich Bende
Imrich Bende (ur. 28 sierpnia 1824 w Baji, zm. 26 marca 1911 w Nitrze) – węgierski duchowny katolicki, dziewiąty biskup ordynariusz bańskobystrzycki w latach 1887–1893, a następnie biskup ordynariusz nitrzański od 1893 roku.

## Życiorys
Urodził się w 1824 roku w Baji. Po ukończeniu wiedeńskiego Pázmáneum, podjął studia teologiczne na Uniwersytecie Wiedeńskim, które ukończył w 1847 roku uzyskując stopień naukowy doktora teologii. W tym samym roku przyjął święcenia kapłańskie. Pracował następnie jako duszpasterz w parafiach na terenie Austro-Węgier. W latach 1869–1875 i 1878–1887 był posłem na Sejm, związanym z liberałami.
W 1887 roku papież Leon XIII mianował go biskupem bańskobystrzyckim. Jego konsekracja biskupia miała miejsce jeszcze w tym samym roku. Należał do gorliwych orędowników społecznego nauczania Leona XIII, które ten zawarł w encyklice rerum novarum. W tym celu  pisał listy pasterskie i kazania. Wspierał ubogich z terenu swojej diecezji, przekazując na pomoc im 60 tysięcy koron. za jego rządów madziaryzacja Słowaków posunęła się dalej.
19 stycznia 1893 roku został przeniesiony do diecezji nitrzańskiej, gdzie objął funkcję ordynariusza.